# Promachus argyropus
Promachus argyropus là một loài ruồi trong họ Asilidae. Promachus argyropus được Bezzi miêu tả năm 1906. Loài này phân bố ở vùng nhiệt đới châu Phi.